# Straciłam swój rozsądek
Straciłam swój rozsądek – singiel Kasi Kowalskiej z 1997 roku. Piosenka jest jednym z utworów przewodnich (obok piosenek Varius Manx) filmu Nocne Graffiti, w którym Kowalska zagrała główną rolę, narkomanki. Piosenka została wydana na ścieżce filmu oraz na wielu składankach.
muz. Wojtek Pilichowski / Jarosław Chilkiewicz / sł. Kasia Kowalska

## Lista utworów
- "Straciłam swój rozsądek" (album version) //4:35

## Twórcy
- Śpiew – Kasia Kowalska

- Produkcja muzyczna – Kostek Yoriadis
- Nagrano w Studio Buffo i Izabelin
- Realizacja – Rafał Paczkowski, Staszek Bokowy
- Mix – Rafał Paczkowski
- Mastering – Julita Emanuiłow (cd accord)
- Produkcja – Mercury/PolyGram Polska
- Zdjęcie – Krzysztof Wellman
- Tło – Agata Leman
- Opracowanie graficzne – OMEN

## Listy przebojów
| Notowania                          | pozycja |
| ---------------------------------- | ------- |
| Lista Przebojów Programu Trzeciego | 3       |
| Szczecińska Lista Przebojów        | 2       |
| Top 15 – Wietrzne Radio            | 6       |